# Jesús Caballero Mellado
José de Jesús Caballero Mellado (Tamaulipas, 18 de marzo de 1953 - Cuernavaca, 16 de octubre de 2010) fue un catedrático y científico mexicano.

## Biografía
Fue un pionero del estudio de la Ecología Microbiana en México, particularmente de las bacterias endófitas. La mayoría de sus aportaciones se relacionan con Burkholderia y géneros próximos. Su trabajo inicial se refiere a Azospirillum y posteriormente también estudió otros microorganismos como Gluconacetobacter diazotrophicus.
Su interés fundamental se situó en la ciencia básica pero su meta, afortunadamente muy bien lograda, fue llegar a aplicar sus conocimientos para el beneficio de los campesinos. Tuvo un amplio legado como científico, formador de recursos humanos, formador y director del personal técnico a su cargo, gestor de recursos financieros para la labor de ciencia y desarrollo, activo divulgador de la ciencia y en la formulación y evaluación de la actividad académica y científica.
Según sus propias palabras, sus principales inspiradores fueron María Valdés (Instituto Politécnico Nacional, México), Yaacov Okon (Universidad Hebrea de Jerusalén, Israel) y Johanna Döbereiner (EMBRAPA, Brasil). Fue mentor y guía de numerosos estudiantes e investigadores en las universidades a las que estuvo adscrito así como en varias instituciones nacionales e internacionales entre ellas la Universidad Autónoma del Estado de Morelos, el Instituto Tecnológico de Zacatepec, la Facultad de Ciencias de la UNAM, la Escuela Nacional de Ciencias Biológicas del IPN, la Estación Experimental del Zaidín (España) y la Universidad de La Habana (Cuba).
Colaboró constantemente en la gestión y evaluación de la actividad científica y de desarrollo nacional y del extranjero; en el país en las instituciones que estuvo adscrito, en el Consejo Nacional de Ciencia y Tecnología, en el Sistema Nacional de Investigadores; e internacionalmente en la Red Iberoamericana de Biofertilizantes Microbianos para la Agricultura (Red Biofag),
Obtuvo el título de Químico Bacteriólogo Parasitólogo en la Escuela Nacional de Ciencias Biológicas del Instituto Politécnico Nacional. Su tesis la realizó bajo la dirección de la renombrada científica mexicana María Valdés, quien se convertiría posteriormente en una de sus principales colegas y amistades. Realizó el doctorado en Investigación Biomédica Básica en la Universidad Nacional Autónoma de México.
Inició su labor docente y de investigador en la Facultad de Ciencias Químico Biológicas de la Universidad Autónoma de Guerrero. Posteriormente ingresó a la academia del naciente Instituto de Ciencias de la Universidad Autónoma de Puebla, institución en la que en conjunto con otros colegas realizó una destacada labor como precursor de la investigación biológica. Finalmente se incorporó al Centro de Fijación de Nitrógeno, hoy convertido en Centro de Ciencias Genómicas, de la UNAM.
Es autor de 63 artículos científicos publicados en revistas internacionales indexadas. Sus trabajos reúnen más de 5500 citas (Obtenido de SCOPUS).
Entre los productos científicos de su responsabilidad más destacados, sobresalen los siguientes: Estrada de los Santos et al. (2001), Reis et al. (2004), Caballero-Mellado et al. (2004) y Caballero-Mellado et al. (2007).
Su trabajo en taxonomía y filogenia permitió discernir las relaciones evolutivas de organismos
del grupo cercano a Burkholderia, llevando con posteridad a su fallecimiento a la creación de
los géneros Paraburkholderia y Caballeronia.
En una colaboración UNAM-INIFAP dirigió el diseño y elaboración de un biofertilizante.

#### Colaboración científica
Estableció fructíferos lazos con numerosos investigadores de distintas instituciones nacionales
e internacionales. Entre otros investigadores realizó trabajo conjunto con J. Arrieta, Centro de Ingeniería Genética y Biotecnología, Cuba; E.J. Bedmar, Estación Experimental Del Zaidín, España; B. Cournoyer, Université de Lyon, Francia; C. Dalmastri, Italian National Agency for New Technologies, Italia; A. Hartmann, German Research Center for Environmental Health, Alemania; I. Hernández, UNAM, México; L. Hernández, Centro de Ingeniería Genética y Biotecnología, Cuba; A.M. Hirsch, University of California, EU; T. Hurek, University of Bremen, Alemania; G. Iturriaga, Instituto Tecnológico de Roque, México; W. Ludwig, Universidad Técnica de Múnich, Alemania; E. Martínez, UNAM; P. Mavingui, Centre National de la Reserche Scientific, Francia; Y. Moënne-Loccoz, Université de Lyon, Francia; R. Muthukumarasamy, Main Bio-control Research Laboratory, India; Y. Okon, Universidad Hebrea de Jerusalén, Israel; J.J. Peña Cabriales, Centro de Investigación y de Estudios Avanzados, México; V.M. Reis, EMBRAPA Agrobiologia, Brasil; J. Sanjuan, Estación Experimental Del Zaidin, España; G. Soberón, UNAM, México; V. Souza, UNAM, México; P. Vandamme, Universiteit Gent, Bélgica; y V. Venturi, International Centre for Genetic Engineering and Biotechnology, Italia.

## Reconocimientos
- Medalla Gabino Barreda por el más alto promedio en el doctorado. Medalla de Reconocimiento a la Actividad Científica. Otorgada por el H. Ayuntamiento del Municipio de Puebla, febrero de 1990.
- Medalla Emiliano Zapata en el área de publicaciones e investigaciones en materia agropecuaria. Otorgada por Gobierno del Estado de Morelos, 8 de agosto de 2008.
- Premio de Investigación en Biotecnología 2008 en la Categoría de Investigador. Otorgada por AgroBIO-México, 23 de octubre de 2008.
- Miembro del Sistema Nacional de Investigadores desde 1995.
- Por sus aportaciones al conocimiento en bacteriología y particularmente enfilogenia se denominó a una nueva especie bacteriana como Burkholderia caballeronis, posteriormente reclasificada como Paraburkholderia caballeronis.[11][12]
- Así mismo, se denominó un género bacteriano nuevo como Caballeronia.[13]